# توماس کارل
توماس کارل (انگلیسی: Thomas Carell؛ زادهٔ ۲۶ آوریل ۱۹۶۶) زیست‌شناس، زیست‌شیمی‌دان، شیمی‌دان، و استاد دانشگاه اهل آلمان و از دانش‌آموختگان مؤسسه فناوری ماساچوست است.